# Trượt băng nằm sấp tại Thế vận hội Mùa đông 2018 - Vòng loại
Dưới đây là các tiêu chí, quy tắc, và bảng xếp hạng vòng loại trượt băng nằm sấp tại Thế vận hội Mùa đông 2018.

## Quy tắc xét loại
Có tổng cộng 50 suất cho các vận động viên tranh tài tại đại hội (tối đa 30 nam và 20 nữ). Việc xét loại dựa trên bảng xếp hạng tổng hợp (qua cả bốn tour đấu) vào ngày 14 tháng 1 năm 2018 (sau giải World Cup thứ bảy trong mùa giải, ở St. Moritz). Các vận động viên phải thi đấu ở năm cuộc đua khác nhau tại ba đường đua khác nhau Skeleton World Cup mùa giải 2016-17 hoặc 2017-18. Các vận động viên nam phải nằm trong top 60 của bảng xếp hạng, trong khi nữ cần phải trong top 45, sau khi loại đi các vận động viên chưa nhận suất tới từ các quốc gia đã có đạt số suất tối đa. Mõi châu lục (châu Phi, châu Mỹ, châu Á, châu Âu và châu Đại Dương) và chủ nhà được phép có một vận động viên nếu họ đáp ứng điều kiện vừa nêu. Nếu các suất mặc định này không được sử dụng hết, thì chúng sẽ được chuyển cho các quốc gia chưa có đại diện.

## Phân bổ suất
Dưới đây là bảng xếp hạng dựa theo thứ hạng và điều chỉnh của IBSF.  Con số bên cạnh quốc gia là thứ hạng của vận động viên đã giúp quốc gia của vận động viên đó đạt được số suất đó.
| Quốc gia                     | Nam | Nữ | VĐV |
| ---------------------------- | --- | -- | --- |
| Úc                           | 1   | 1  | 2   |
| Áo                           | 1   | 1  | 2   |
| Bỉ                           | 0   | 1  | 1   |
| Canada                       | 3   | 3  | 6   |
| Trung Quốc                   | 1   | 0  | 1   |
| Đức                          | 3   | 3  | 6   |
| Ghana                        | 1   | 0  | 1   |
| Anh Quốc                     | 2   | 2  | 4   |
| Israel                       | 1   | 0  | 1   |
| Ý                            | 1   | 0  | 1   |
| Jamaica                      | 1   | 0  | 1   |
| Nhật Bản                     | 2   | 1  | 3   |
| Latvia                       | 2   | 1  | 3   |
| Hà Lan                       | 0   | 1  | 1   |
| New Zealand                  | 1   | 0  | 1   |
| Nigeria                      | 0   | 1  | 1   |
| Na Uy                        | 1   | 0  | 1   |
| Vận động viên Olympic từ Nga | 2   | 0  | 2   |
| România                      | 1   | 1  | 2   |
| Hàn Quốc                     | 2   | 1  | 3   |
| Thụy Sĩ                      | 0   | 1  | 1   |
| Ukraina                      | 1   | 0  | 1   |
| Hoa Kỳ                       | 2   | 2  | 4   |
| Tổng: 23 nước                | 30  | 20 | 50  |

### Nam
| Số VĐV | Số quốc gia | Tổng VĐV | Quốc gia |
| ------ | ----------- | -------- | --- |
| 3      | 2           | 6        | Đức 7 · Vận động viên Olympic từ Nga 14 · Canada 23 |
| 2      | 6           | 12       | Latvia 4 · Vận động viên Olympic từ Nga 93 · Hoa Kỳ 16 · Anh Quốc 20 · Hàn Quốc 22 · Nhật Bản 44 · Áo 451                                                          |
| 1      | 11          | 11       | Áo 111 · New Zealand 18 · Trung Quốc 27 · Tây Ban Nha 31 · Úc 34 · Thụy Sĩ 391 · Ý 42 · România 43 · Ukraina 46 · Na Uy 601 · Israel 611 · Jamaica 793 · Ghana 992 |
| 30     | 19          | 30       | |

1. ^  Thụy Sĩ và Áo từ chối 1 suất. Na Uy và Israel thay thế.
2. ^  Giành vé với tư cách đại diện cho châu Phi.
3. ^  Nga chỉ được phép có 2 suất (Nikita Tregubov và Vladislav Marchenkov) và loại Aleksandr Tretiatov. Suất này được chuyển cho Jamaica.[3]

### Nữ
| Số VĐV | Số quốc gia | Tổng VĐV | Quốc gia |
| ------ | ----------- | -------- | --- |
| 3      | 2           | 6        | Canada 7 · Đức 8 |
| 2      | 2           | 4        | Anh Quốc 13 · Vận động viên Olympic từ Nga 165 · Hoa Kỳ 18 · Hà Lan 221                                                |
| 1      | 10          | 10       | Áo 9 · Latvia 11 · Bỉ 12 · Hà Lan 141 · Thụy Sĩ 151 · Úc 202 · Hàn Quốc 323 · Nhật Bản 365 · România 415 · Nigeria 714 |
| 20     | 12          | 20       | |

1. ^  Hà Lan nhận một suất nhưng từ bỏ suất thứ hai. Thụy Sĩ thay thế.
2. ^  Úc giành vé với tư cách đại diện cho châu Đại Dương.
3. ^  Hàn Quốc Giành vé với tư cách chủ nhà.
4. ^  Nigeria Giành vé với tư cách đại diện cho châu Phi thông qua điều luật 4.1 của IBSF.
5. ^  Các VĐV Nga không được phép có vận động viên nữ. Các suất của họ được chuyển cho România và Nhật Bản.[3]